# Pau Gargallo
Pablo Emilio Gargallo Catalán kat. Pau Gargallo i Catalán (ur. 5 stycznia 1881 w Maelli, zm. 28 grudnia 1934 w Reus) – hiszpański rzeźbiarz pochodzący z Katalonii, uczeń i współpracownik Eusebi Arnaua. Jego ojciec miał zakład kowalski, dzięki czemu Gargallo zdobył umiejętność obróbki metali.
W 1888 r. wyjechał wraz z rodziną do Barcelony. Tu rozpoczął swoją karierę artystyczną. Był związany z miejscową bohemą, bywalcami słynnej barcelońskiej kawiarni Els Quatre Gats, m.in. Picassem i Nonellem. Współpracował z Lluísem Domènechem i Montanerem, wykonując rzeźby z kamienia i brązu do projektowanych przez niego budynków, m.in. Pałacu Muzyki Katalońskiej, szpitalu św. Pawła i Instytutu Pere Mata. Jego najbardziej znane dzieła to Wielka tancerka, Wielka bachantka, Nosiwody, Wielki prorok, Arlekin i Kąpiąca się.

## Wybrane dzieła
- Los Humildes (1904)
- La Pareja (1904)
- Pablo Picasso (1913)
- Fauno con barba, Fauno con monóculo, Faunesa con flequillo i Faunesa con pendientes (1915)
- Retrato de Ángel Fernández de Soto i Mano de Ángel Fernández de Soto (1920).
- El virtuoso (1921)
- La mujer con la sombrilla (1921)
- Pequeño marinero con pipa, (1922)
- El joven de la margarita (El aragonés) (1927)
- El pastor del águila (1928)
- Kiki de Montparnasse (1928)
- Muchacha de Caspe (1929)
- Greta Garbo con pestañas, (1930)
- Bailarina española (1931)
- El profeta (1933)
- Urano (1933)